# Bellona (czasopismo)
Bellona (od Bellona lub Duellona, bogini wojny w mitologii rzymskiej) – czasopismo o tematyce wojskowej wydawane od 1918 do 1939 w Warszawie jako miesięcznik a następnie kwartalnik przez Wojskowy Instytut Naukowo-Wydawniczy przy szefie Sztabu Generalnego Wojska Polskiego.

## Geneza
Pierwszym w Polsce inicjatorem wydawania periodyku o znamiennym tytule nawiązującym do rzymskiej bogini wojny był ówczesny podpułkownik Armii Królestwa Polskiego Ignacy Prądzyński. Pragnął stworzyć czasopismo dbające o rozwój intelektualny i myśli wojskowej niezależnej od doktryny i skostniałych regulaminów Carskiej Armii. Periodyk miał promować nowe doktryny stosowane w armiach państw zachodnich wśród korpusu oficerskiego Królestwa Polskiego. Prądzyński przedstawił tę propozycję księciu Konstantemu w 1824 roku, jednak została ona stanowczo odrzucona.

## Powstanie pisma
Do wydawania wojskowego periodyku pod tytułem nawiązującym do propozycji generała Prądzyńskiego powrócono dopiero w 1911 roku, kiedy to polskie organizacje niepodległościowe usiłowały nieskutecznie wydać we Lwowie „Bellonę Polską”. Do realizacji pierwotnego zamysłu generała udało się przystąpić dopiero po powstaniu 22 lipca 1917 roku Wydziału I studiów nad Wojskowością Polską w ramach Komisji Wojskowej Tymczasowej Rady Stanu. Prace nad pierwszym wydaniem czasopisma nabrały tempa 1 października 1917, gdy stanowisko szefa wydziału objął Wacław Tokarz (7 V 1873 – 3 V 1937). Dzięki umiejętności pokonywania przeszkód stawianych przez niemieckie władze okupacyjne i cenzurę, która domagała się dostarczania tekstów do oceny w języku niemieckim. Szef Sztabu Polskich Sił Zbrojnych generał Tadeusz Rozwadowski (19 V 1866 – 18 X 1928) specjalnym rozkazem datowanym na 28 grudnia 1917 roku mianował Wacława Tokarza redaktorem naczelnym miesięcznika „Bellona”.
Pierwszy numer ukazał się w lutym 1918 roku (z datą 1 stycznia) w języku polskim, nakładem 1000 egz. Drukarni Państwowej Królestwa Polskiego. Periodyk opatrzony był adnotacją w języku niemieckim „geprüft und zum Druck zugelassen von der Presseabteilung des Großen Generalstabes”. Pierwsze numery dostarczane były oficerom wszystkich broni podczas wszelkiego rodzaju szkoleń. Wzbudziły one duże zainteresowanie i przyczyniły się do uaktywnienie wielu wartościowych jednostek na polu naukowym. Pierwsze artykuły zawierały wiele informacji ogólnowojskowych, poruszały zagadnienia taktyki i wyposażenia. Nie zabrakło również materiałów z historii wojskowości oraz analiz z toczących się w niedalekiej przeszłości kampanii trwającej jeszcze wówczas wojny. Wraz z odzyskaniem niepodległości „Bellona” stała się w pełni naukowym pismem ogólnowojskowym.

## Historia
W 1920 roku redakcja rozpoczęła funkcjonowanie w ramach nowo utworzonego Wojskowego Instytutu Naukowo–Wydawniczego Ministerstwa Spraw Wojskowych. Na łamach „Bellony” prezentowano poglądy na temat sztuki wojennej, fortyfikacji oraz geografii wojskowej. Nie zabrakło również stałego działu poświęconego historii wojskowości. Publikowano również opracowania i wyciągano wnioski z przebiegu działań wojennych z lat 1914–1918, jak i 1919–1920.
W latach 1922–1924 na łamach „Bellony” prowadzono przegląd broni i służb oraz ogólnych zagadnień wojskowych w dziale „Przegląd fachowo-wojskowy”. Odstąpiono jednak od tego, gdy poszczególne bronie główne i techniczne rozpoczęły wydawanie własnych periodyków w formie przeglądów specjalistycznych. Po tych zmianach położono nacisk na aspekty ogólnowojskowe, związane ze szkoleniem wyższych kadr dowódczych, oraz ze szkoleniem kadr oficerskich Sztabu Generalnego. Ze względu na zmianę profilu czasopisma wysłano do wszystkich korpusów oficerskich zapotrzebowanie na tego typu artykuły. Aby nie ucierpiała na tym jakość naukowa publikacji, autorzy artykułów byli zaopatrywani w specjalne informacje bibliograficzne. W tym celu wydawano „Komunikat Bibliograficzny” Centralnej Biblioteki Wojskowej, który zawierał informacje o wszystkich publikacjach z zakresu wojskowości ukazujących się zarówno w Polsce, jak i za granicą.
Autorzy artykułów korzystali również z zasobów Centralnego Archiwum Wojskowego. W redagowaniu pisma okazała się również bardzo pomocna Centralna Komisja Słownictwa Wojskowego, której zadaniem było ujednolicenie bardzo zróżnicowanej terminologii wojskowej, gdyż oficerowie korzystali ze słownictwa armii: francuskiej, niemieckiej, rosyjskiej czy austro-węgierskiej.
Na łamach „Bellony” ukazywały się również cyklicznie recenzje publikacji naukowych, poświęcone zagadnieniom szeroko pojętej wojskowości. Ostateczny kształt „Bellona” przyjęła w 1936 roku, kiedy to został do niej wcielony ukazujący się od 1926 roku „Przegląd Wojskowy”, na łamach którego prezentowano zagraniczną myśl wojskową. Jednocześnie miesięcznik „Bellona” przekształcono w kwartalnik. Zmiana ta jednak nie była odczuwalna, gdyż już od 1927 roku poszczególne zeszyty były spinane w tomy zawierające po 2-4 zeszyty i tak oprawione i opisane były przesyłane do jednostek wojskowych. Poza tym, dla ułatwienia korzystania z wydanych w poprzednich latach publikacji, postanowiono połączyć zeszyty w tomy. W celu sprawnego i prawidłowego połączenia do bibliotek wojskowych i uniwersyteckich przesłano odpowiednie instrukcje.

## Redakcja i autorzy
Redakcją „Bellony” zajął się, po odejściu płk. Tokarza (luty 1927 – listopad 1928), mjr Marian Porwit (25 września 1895 – 26 kwietnia 1988), następnie mjr Maciej Qurirt, płk Leon Różycki (1887–1939), który pełnił tę funkcję w latach 1933–1935. Jego następcą był Leon Koc (1892–1954), który redagował „Bellonę” do 1938 roku. Ostatnim przedwojennym redaktorem był ppłk Kazimierz Ryziński. Redaktorzy „Bellony” pełnili również funkcje szefów Wojskowego Instytutu Naukowo Wydawniczego. Wszyscy redaktorzy posiadali również tytuły oficerów dyplomowanych, co miało świadczyć o ich dobrym przygotowaniu merytorycznym.
Na kartach „Bellony” swoje prace publikowało ponad 180 autorów, w tym większość wykładowców Wyższej Szkoły Wojennej w Warszawie, między innymi gen. Kazimierz Sosnkowski, gen. Tadeusz Kutrzeba, gen. Kazimierz Fabrycy, mjr Jan Kosina oraz wielu innych oficerów Wojska Polskiego.

## Redaktorzy naczelni w latach 1918–1939
Redaktorami czasopisma byli kolejni szefowie Wojskowego Instytutu Naukowo-Wydawniczego (od 1934 – Wojskowego Instytutu Naukowo-Oświatowego):
- płk Wacław Tokarz I 1918 – II 1927
- kpt. Tadeusz Różycki-Kołodziejczyk IV 1919 – VI 1920[3]
- mjr dypl. Marian Porwit II 1927 – XI 1928
- mjr dypl. Eugeniusz Quirini XI 1928 – XII 1932
- mjr dypl. Karol Lilienfeld-Krzewski I 1933 – VI 1933
- płk dypl. Leon Różycki VII 1933 – V 1935
- płk dypl. Leon Koc VI 1935 – X 1938
- ppłk dypl. Kazimierz Ryziński XI 1938 – VIII 1939

## Na emigracji
Po przerwie spowodowanej działaniami wojennymi, wznowiono w 1940 roku wydawanie „Bellony” w Londynie jako miesięcznika. W następnych latach zeszyty były wydawane nakładem Sztabu Naczelnego Wodza. W 1947 miesięcznik przekształcono w kwartalnik, ukazujący się do 1967 roku nakładem Instytutu Polskiego i Muzeum im. gen. Sikorskiego (ostatni rok wydawniczy – 1964).

## PRL
W Polsce Ludowej reaktywowano "Bellonę" w 1945 roku (red. Apoloniusz Zawilski). W 1950 przestała się ukazywać. Jednocześnie, jako konkurencję dla periodyku ukazującego się na obczyźnie, Ministerstwo Obrony Narodowej w 1950 roku rozpoczęło wydawanie miesięcznika „Myśl Wojskowa”, przekształconego w 1970 roku w kwartalnik, który nieprzerwanie ukazywał się do 2006 roku.

## III RP
W styczniu 2007, nawiązując do przedwojennej tradycji oraz do pisma wydawanego na emigracji, przekształcono kwartalnik „Myśl Wojskowa” w „Kwartalnik Bellona” ukazujący się do dzisiaj.